# Luchthaven Opuwo
Opuwo Airport (IATA: OPW, ICAO: FYOP) is een luchthaven in Opuwo, Namibië.
Het niet-directionele baken Opuwa (Ident: OP) bevindt zich op 1 kilometre (0.62 mi) ten westen van het middenveld van Rwy 21/03.